# Djedkare
Djedkare fou un faraó de la dinastia V de l'antic Egipte que va governar abans del 2300 aC.
El seu nom d'Horus fou Djedkhau ('fermament aparegut'), el Nebti Djedkhawnebti; l'Horus d'or, Biknubdjed ('El falcó daurat és ferm'); nom Sa Ra Djedkare ('el Ka de Re és ferm' o 'L'ànima de Re perdura'); nom de naixença Isesi o Asosi. És el Tankeris de Manethó i a les llistes egípcies se l'esmenta com a Maatkare i com a Isesi.
Al temple mortuori de Nefererkare, es va trobar un got on es veu una festa d'aniversari de regne que es feia als trenta anys de regnat; el papir de Torí en diu 28 (però el signe és dubtós i podria ser 38) i Manethó 44. A l'arxiu del temple, es va trobar també constància del cens de ramats vintè del faraó, cosa que voldria dir que almenys va governar 39 anys.
Va succeir a Menkauhor, potser el seu pare o germà.
Es va casar amb Meresankh IV, la tomba de la qual és a la necròpolis principal de Saqqara. Va tenir almenys dos fills, Isesiankh i Raemkui (aquest darrer, almenys, va morir abans que Djedkare). És possible que el seu successor, Unas, també fos fill seu.
Va tenir com a visir Rashepses, que fou governador de l'Alt Egipte; la tomba del visir s'ha trobat a Saqqara; un altre visir fou Akhtihotep, també amb tomba a Saqqara, que portava els títols d'"Inspector de la ciutat de la piràmide" i "inspector dels profetes de les piràmides de Niuserre, Djedkare i Menkauhor", el qual encara era visir amb Unas; el seu fill Ptahhotep, enterrat amb ell, fou també visir i va portar el mateix títol que el pare i el d'inspector dels sacerdots de la piràmide de Niuserre.
La seva piràmide, la va construir Senekhemib, que també va dirigir la construcció del seu palau.
El nom del faraó apareix a les inscripcions de Maghara al Sinaí. També consta que va explotar les pedreres d'Assuan, i mines a Núbia, on unes gravacions a la pedra demostren una expedició al Punt. També van existir contactes comercials amb Biblos. Apareix el nom del faraó a la biografia d'Itush i de Gemni, a Saqqara, en algunes gerres on s'esmenta el primer festival Seth, i en una inscripció a Abusir.

Amb aquest faraó, l'administració provincial i la noblesa van tenir ja un poder considerable. Per això, el faraó va establir l'entrada als càrrecs principals dels prínceps i familiars propers i altres càrrecs menors es van suprimir. En canvi, va guanyar pes la figura del visir, però que va tenir contrapartida en la creació del visir del sud (que feia balança amb el de Memfis). Els visirs van deixar tombes cada vegada més luxoses. 

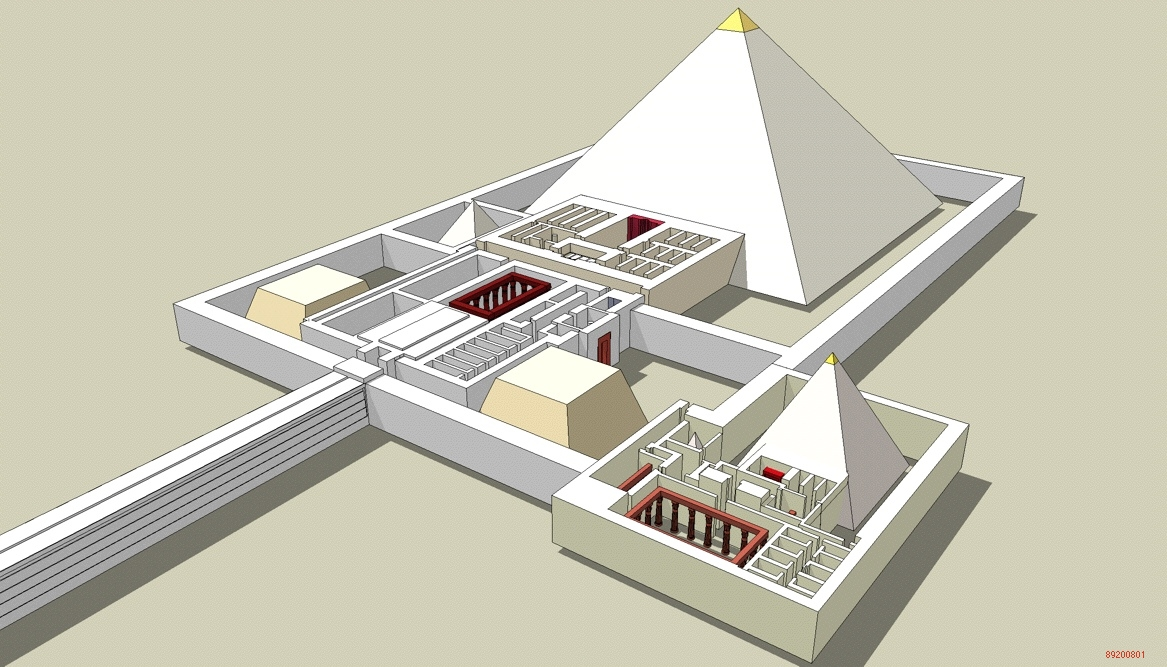
Representació de la seva piràmide funerària

Aquest faraó va decidir no construir cap temple solar, tant per una disminució del culte a Ra durant el seu regnat, com perquè l'economia del país no ho permetia. El culte de Ra no fou abandonat, però es creu que va perdre pes. 

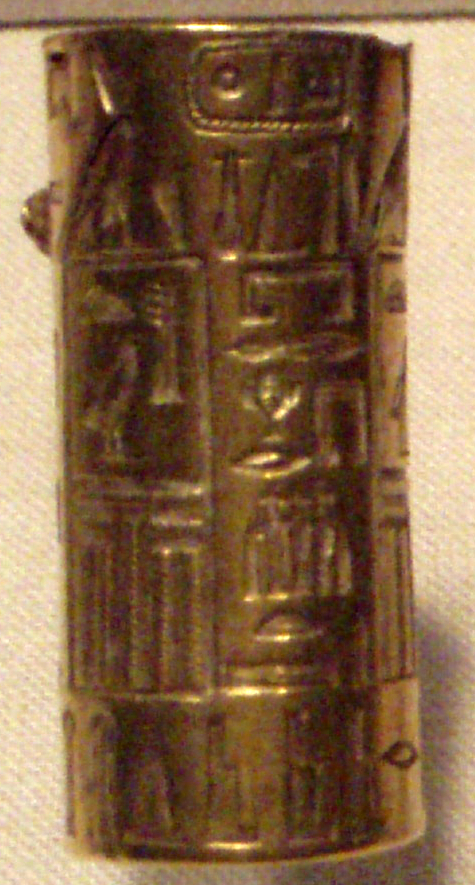
Segell cilíndric de Djedkare

La seva piràmide funerària (anomenada en el seu temps la bella piràmide d'Isesi i avui coneguda com a piràmide del sentinella) és a Saqqara, tot i que els temples d'Abusir no es van tancar i el costós manteniment consta durant el seu regnat als papirs d'Abusir trobats en un dels temples (el de Nefererkare). De la piràmide, només resten unes ruïnes. Era d'estructura esglaonada (6 esglaons) i revestida per fer-la de cares llises, i tenia una alçada d'uns 50 metres amb entrada pel nord. Fou identificada el 1946 com la piràmide de Djedkare. A la cambra funerària, revestida amb pedra calcària fina de Tura, es va trobar algun tros d'un cos, suposadament el del faraó, que correspon a un home d'almenys 50 anys. El temple funerari no s'ha excavat més que en part, però s'ajusta al model normal dels faraons d'aquesta dinastia. A les 16 columnes, s'hi van trobar el nom i títols del faraó. Fou destruït en el segon període entremig i després utilitzat com a necròpoli durant la dinastia XVIII. La piràmide de la reina i un temple funerari annex foren descoberts en els anys 50, però no poden ser de la reina Meresankh IV, que té la tomba a Saqqara, i podrien correspondre a una reina secundària. Algunes tombes se'n troben a la vora, però la majoria dels familiars i col·laboradors del rei (fills, filla i oficials) es troben a Abusir
El va succeir Unas.